# Tadas Ivanauskas

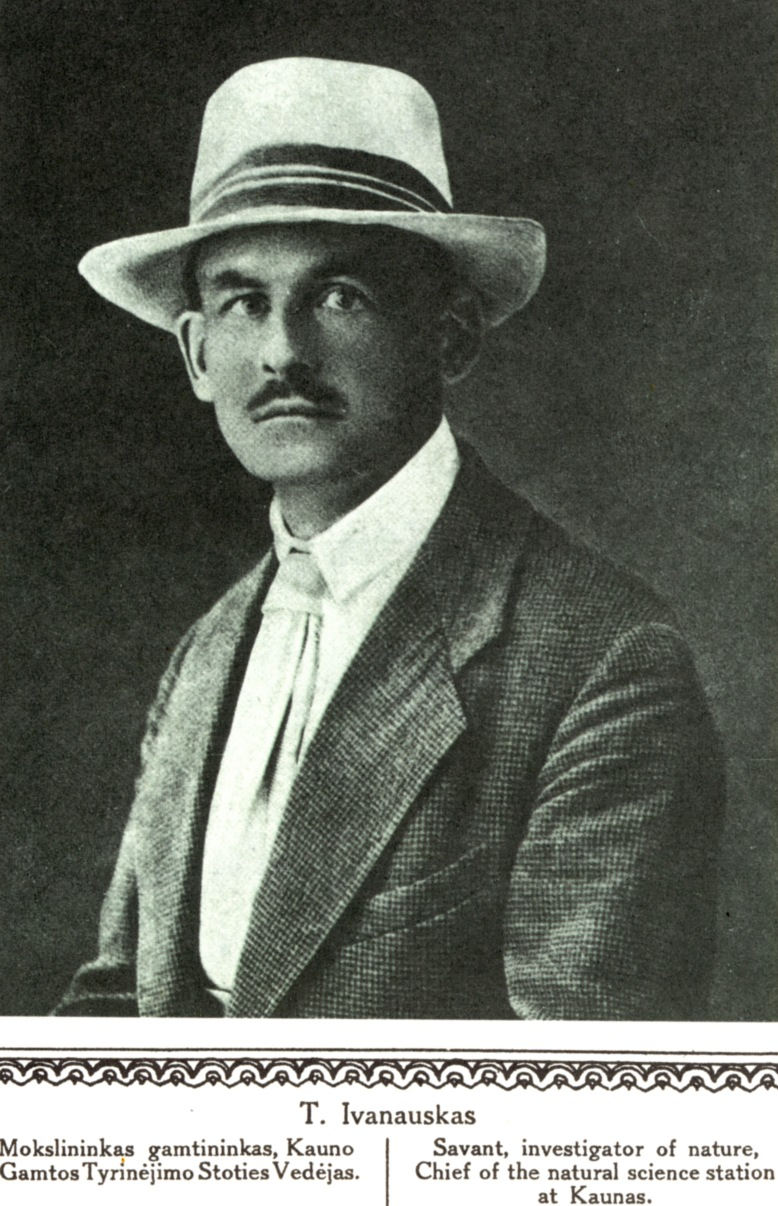
Tadas Ivanauskas

Tadas Ivanauskas (Diciembre 16, 1882 – Junio 1, 1970) era un zoólogo lituano prominente y biólogo, y uno de los fundadores de Universidad Vytautas Magnus.

## Biografía
Después de acabar la secundaria de Varsovia en 1901 Ivanauskas se mudó a San Petersburgo, dónde estudió en la primera preparatoria de la ciudad. En 1903 estudió en el departamento de ciencias natural del Universidad Estatal de San Petersburgo. Él conoció y se hizo amigos lituanos aquí y aprendió el idioma.
En 1905 se mudó a París, y estudió en la Universidad de La Sorbona en la facultad de Historia Natural y se graduó en 1909. Desde 1904 fue miembro de la Lituana sociedad de Lituania. Junto con otros activistas lituanos, Michal Römer, a principios del siglo XX, Ivanauskas dio conferencias sobre Lituania en París en 1905.
En 1909 entró de nuevo en la Universidad de San Petersburgo, como el Imperio Ruso no reconoció los títulos extranjeros, y terminó con el primer grado de diploma en 1910. Durante los estudios que estuvieron activos en la sociedad de alumnos de Lituania, fue elegido como presidente.
En 1910 en San Petersburgo estableció el laboratorio de dispositivos visuales de ciencias naturales Zootom, que preparaba varios dispositivos biológicos, botánicos, anatómicos y mineralógicos. En verano él viajó alrededor de Lituania colectando materia para sus dispositivos. 1914 y 1917 Ivanauskas participó en una expedición científica dentro del Norte de Rusia (Murmansk y Archangelsk) y Noruega. 1918 Ivanauskas regresó a Lituania y junto con su esposa Honorata abrieron la escuela Lituana.
1920 se mudó a Kaunas y trabajó como asesor del Ministerio de Agricultura de Lituania, también ayudó organizando cursos superiores, que luego se convirtió en la Universidad de Lituania. Junto con Konstantinas Regelis organizaron el parque botánico de Kaunas en 1923. Junto con su esposa comenzaron a organizar anualmente el Día nacional de los pájaros y el Día de plantar árboles.
Él fue un profesor en la Universidad de Lituania (después Universidad Vytautas Magnus) de 1922 hasta 1940, y en 1929 se convirtió en el jefe del departamento de Zoología. Se convirtió en profesor de la re-establecida Universidad de Vilnus entre 1940-1944. El regresó a este puesto en 1944 que ocupó hasta 1956. Él llevó de forma simultánea una plaza de profesor en el Instituto de Medicina de Kaunas de 1954 hasta 1970. 
Entre sus otros logros, se le conoce por la apertura de una de las primeras estaciones de anillamiento de aves en Europa, en el Cabo Ventė en 1929. También fundó el Museo Zoológico en 1918, el jardín botánico de Kaunas en 1937, y el Kaunas Zoo en 1938. 
Ivanauskas Publicó 37 libros y folletos, más famosos el de ellos - Pájaros de Lituania. Desde 1941 fue un miembro de Academia lituana de Ciencias.

## Nacionalidad
Nació como Tadeusz Iwanowski en Lebiodka, Provincia de Grodno de Bielorrusia de hoy, en una familia de la nobleza católica fiel a la herencia del Gran Ducado de Lituania, que no sabía idiomas del país hasta 1905 Ivanauskas se consideraba lituano, y dedicó su vida al país recién restablecido. Abrió la primera escuela de Lituania con su esposa en 1918. Hubo un episodio observado durante la guerra Polaco-Lituana, uno de sus hermanos durante el alto al fuego transfirió la colección taxidérmica de Tadas a través de la línea frente de Lituania.
Los otros tres hermanos de Ivanauskas se identificaron con las otras dos nacionalidades de la antigua comunidad Polaco-Lituana, dos (Jerzy Iwanowski- político e ingeniero y Stanislaw Iwanowski- abogado) optaron por convertirse en Polacos, y uno Vaclaü Iwanowski (político)- Bielorruso (a pesar de que iba a vivir en la Polonia de entreguerras).